# Halvesbostel
Halvesbostel là một đô thị thuộc huyện Harburg, bang Niedersachsen, Đức. Đô thị này có diện tích 18,14 km².